# Čchang-čou
Čchang-čou (čínsky pchin-jinem Chángzhōu, znaky 常州) je městská prefektura v Čínské lidové republice, kde patří k provincii Ťiang-su. Celá prefektura má 4 402 čtverečních kilometrů a v roce 2010 v ní žilo zhruba čtyři a půl milionu obyvatel, v roce 2020 pak téměř 5,3 milionu obyvatel.

## Poloha
Prefektura Čchang-čou leží u jižního okraje provincie Ťiang-su. Na severu je ohraničena řekou Jang-c’-ťiang, na západě sousedí s Nankingem, hlavním městem provincie, na severozápadě s Čen-ťiangem, na východě s Wu-si a na jihu s provincií Če-ťiang.

## Doprava
Přes Čchang-čou vede Velký kanál. Je zde železniční stanice na vysokorychlostní trati Peking – Šanghaj.

## Administrativní členění
Městská prefektura Čchang-čou se člení na šest celků okresní úrovně, a sice pět městských obvodů a jeden městský okres.
| jezero · Ke jezero · Tchiao jezero · Tchaj Tchien-ning Čung-lou Sin-pej Wu-ťin Ťin-tchan městský okres · Li-jang |        |                       |                    |                                  |
| Název | Název  | Počet obyvatel (2020) | Rozloha km² (2020) | Hustota zalidnění (obyv. na km²) |
| český přepis | znaky  | Počet obyvatel (2020) | Rozloha km² (2020) | Hustota zalidnění (obyv. na km²) |
| Městské obvody                                                                                                   |        |                       |                    |                                  |
| Tchien-ning | 天宁区 | 668 906               | 154                | 4 335                            |
| Čung-lou | 钟楼区 | 658 537               | 135                | 4 889                            |
| Sin-pej | 新北区 | 883 125               | 508                | 1 737                            |
| Wu-ťin | 武进区 | 1 697 380             | 1 091              | 1 556                            |
| Ťin-tchan | 金坛区 | 585 081               | 976                | 560                              |
| městský okres |        |                       |                    |                                  |
| Li-jang | 溧阳市 | 785 092               | 1 538              | 511                              |
| |        |                       |                    |                                  |
| Celkem | Celkem | 5 278 121             | 4 402              | 1 199                            |

## Partnerská města
- Tilburg, Nizozemsko (1997)
- Hurstville City, Austrálie (1998)
- Eskişehir, Turecko (2008)

## Známé osobnosti
- Čang Tchaj-lej (1898–1927) – čínský komunista a člen KS Číny
- Čchao Juen Ren (1892–1982) – čínsko-americký lingvista a spisovatel
- Li Si-mian (1884–1957) – čínský historik
- Liou Chaj-su (1896–1994) – čínský malíř
- Su Š’ (1037–1101) – čínský politik, esejista a básník za dynastie Sung